# Niantjila
Niantjila est une localité et une commune rurale du Mali, chef-lieu d'arrondissement dans le cercle de Massigui et la région de Dioïla.

## Géographie
Elle se situe à la frontière de Banico (dernière commune de l'arrondissement de Massigui),de Ganadougou, et de Bougouni.

## Villages
La commune s'étend sur 14 villages relevés lors du recensement général de 2009. 
Les villages les plus peuplés sont :
- Niantjila (2 702 habitants) ;
- Bamanantou (1 839 habitants) ;
- Niamakoro (1 090 habitants).

Autres villages : Niantjila, Bamanantoun, Bembougou, Kongolikoro, Kaba, N'Togona, Madina, Koka, Kouantou, Niamakoro, Fongnombougou, Zana.